# Vagón torpedo
Un vagón torpedo es un tipo especial de vagón diseñado para el transporte de arrabio en estado de fusión desde un alto horno.
Este es un caso especial de vagón poche, específico para el transporte de hierro fundido. Dado que el contenedor es un volumen prácticamente cerrado por completo y bien aislado, es compatible con el transporte y almacenamiento seguro de hierro fundido hasta por unos pocos días. El vagón debe su nombre a su forma alargada, que recuerda a la de un torpedo.
El vagón puede contener entre 160 y 320 toneladas de arrabio fundido, a una temperatura de 1400 °C. La protección térmica la proporciona un revestimiento interior de ladrillos refractarios, por lo general elaborados con el material denominado chamota. Con el orificio de llenado y el de vaciado cerrados, el metal se puede mantener fundido en su interior durante más de 30 horas.
Además de un buen aislamiento térmico, su forma proporciona unas buenas condiciones de seguridad en caso de accidente.
La cuba se apoya en cada extremo sobre un bastidor montado sobre múltiples ejes, y puede pivotar alrededor de su eje longitudinal para verter el metal fundido. El transporte suele realizarse en convoyes de 2 a 6 vagones. Estos vagones son tan pesados que se deben intercalar entre ellos vagones plataforma vacíos para espaciarlos, con el fin de proteger las infraestructuras evitando sobrecargas.
Al inicio del siglo XXI, alrededor de 150 plantas siderúrgicas en todo el mundo utilizan vagones de este tipo, lo que limita su número total, existiendo excepcionalmente un único complejo siderúrgico con más de una docena de vagones en servicio.

## Modelismo
- Modelos de vagones torpedo fueron lanzados al mercado por Jouef, Lima, Märklin y Trix.